# Класическа демография
Класическата демография е дял от историческата демография, който изучава демографията в класическия период на древността и античността.
По принцип класическата демография се фокусира върху средиземноморския басейн с островите и крайбрежните и свързани територии и в този смисъл по логиката на изопериметричната задача, се ограничава до демографските процеси в този регион, макар че извън средиземноморието остават високоразвитите култури и цивилизации на Персия, Индия и Китай, които също са обект на демографски интерес за класическата демография.
Също така, класическата демография проследява популационните процеси и изменения (раждаемост, смъртност, съотношение между етносите и половете и т.н.) още от бронзовата ера до края на Западната Римска империя, т.е. във всички древни общества.
Класическият демографски период се характеризира с демографския взрив през античността по времето на подема на древногръцката и древноримската цивилизации, който е последван от постепенен упадък, най-често обясняван от марксическата историография с икономическата и социална дезинтерграция и установяването на феодалната агрокултура в средновековието, ведно с християнската религия (в идеологически аспект). В действителност всеобщите, т.е. глобалните обществени процеси са доста по сложни, най-вече поради започналото велико преселение на народите, което довело след себе си и най-големия бич в човешката история - чумата. Чумните пандемии са основна причина за намаляването на населението и за демографския срив, а понякога и катастрофи, които обезлюдили цели региони през средновековието.
Класическата демография се фокусира върху древногръцката и древноримската популации от времето на походите на Александър Велики, но предвид на обстоятелството, че до цялостно преброяване на населението се стига едва по времето на налагането на империума, т.е. с началото на нашата ера, то за класическа демография в пълния ѝ обем и смисъл се говори едва от времето на Христос насам, т.е. в рамките на първите пет века от новата ера - до вандалската война с последвалата я юстинианова чума.